# Colin Friels

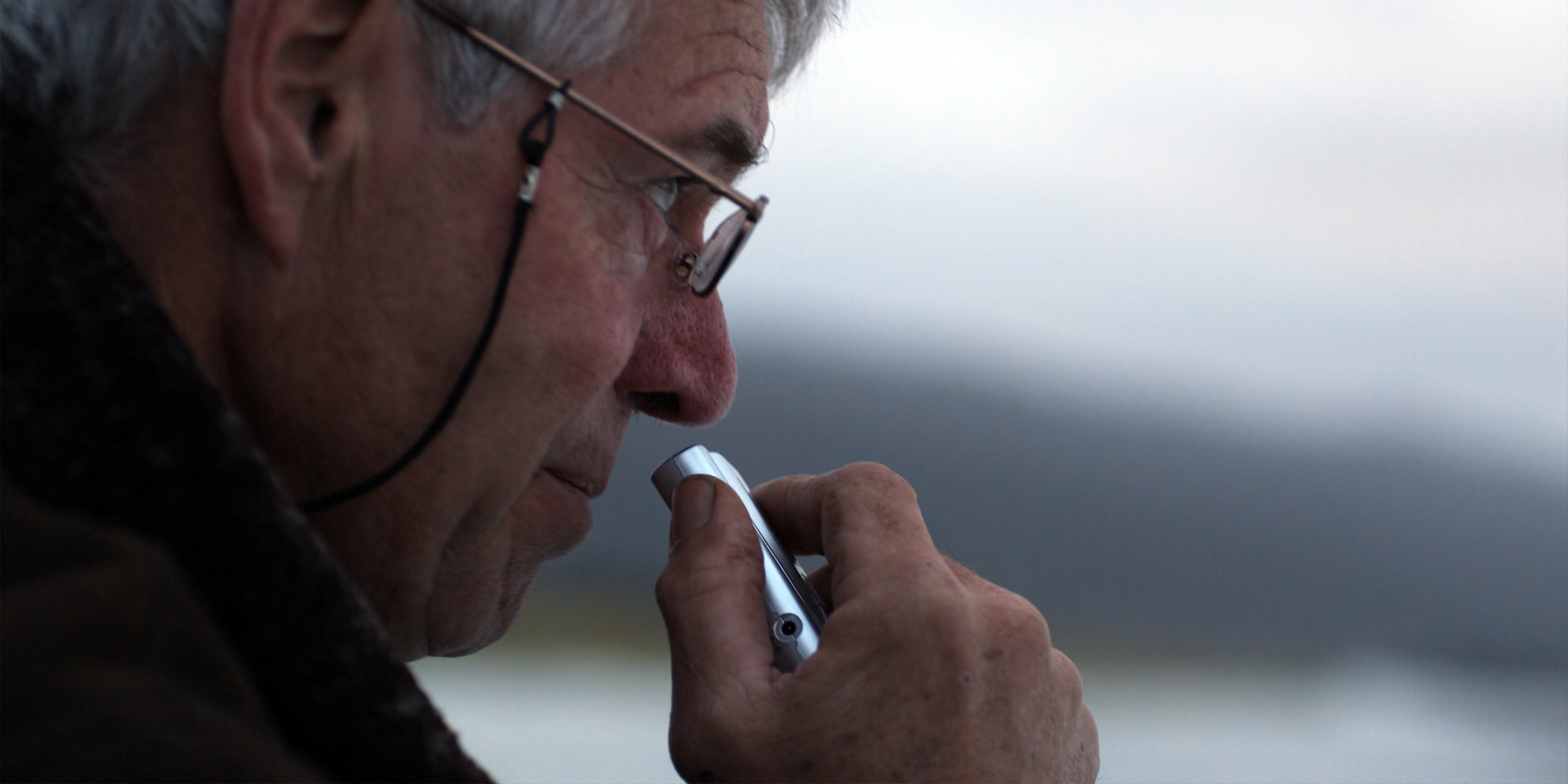
Colin Friels, 2009

Colin Friels (* 25. September 1952 in Kilwinning, Ayrshire, Schottland) ist ein schottisch-australischer Schauspieler, der mit 15 Jahren nach Australien kam.

## Leben
Friels ging nach der Schule zum National Institute of Dramatic Art in Australien, auf der er im Jahre 1976 seinen Abschluss machte. Danach fand er in vielen Theaterstücken sowie Film- und Fernsehproduktionen Möglichkeiten, sein Können als Schauspieler darzustellen. Er spielte unter anderem Hamlet und Macbeth.
Neben Harold Hopkins und Kris McQuade spielte er 1983 eine der Hauptrollen in der australischen Abenteuerkomödie Buddies – Zwei knallharte Typen von Arch Nicholson. Sein erster internationaler Film war Malcolm, für den er den vom australischen Filminstitut als ‚Bester Darsteller‘ ausgezeichnet wurde.
Friels ist seit 1984 mit Judy Davis verheiratet und hat zwei Kinder.

## Filmografie (Auswahl)

### Film
- 1981: Hoodwink
- 1981: Prisoners
- 1982: Monkey Grip
- 1982: Verbannt in die Hölle (For the term of his natural life)
- 1983: Buddies – Zwei knallharte Typen (Buddies)
- 1984: Der große Preis (The Coolangatta Gold)
- 1986: Malcolm
- 1986: Kangaroo
- 1987: Kreis der Angst (Ground Zero)
- 1987: High Tide
- 1988: Grievous Bodily Harm
- 1988: Warm Nights on a Slow Moving Train
- 1990: Darkman
- 1990: Ein Wochenende mit Kate (Weekend with Kate)
- 1991: Das Gesetz der Macht (Class Action)
- 1991: Dingo
- 1993: The Nostradamus Kid
- 1994: A Good Man in Africa
- 1995: Angel Baby
- 1995: Space – Jenseits der Grenzen (Space:Above and Beyond)
- 1996: Cosi
- 1996: Mr. Reliable
- 1998: Dark City
- 2001: Der Mann, der Gott verklagte (The Man Who Sued God)
- 2002: Black and White
- 2003: Max’s Dreaming
- 2004: Tom White
- 2005: The Illustrated Family Doctor
- 2006: Solo
- 2006: The Book of Revelation
- 2010: Tomorrow, When the War Began
- 2022: Interceptor

### Fernsehen
- 1980: Big Toys
- 1985: The Man in the Iron Mask
- 1992: Police Rescue – Reasons to Live
- 1992: The Last Man Hanged
- 1993: Seven Deadly Sins
- 1993: Stark
- 1994: Halifax f.p: Hard Corps
- 1995: Space 2063 (Space: Above and Beyond) (Fernsehserie)
- 1996–1999: Water Rats – Die Hafencops (Water Rats, Fernsehserie)
- 2000: Marriage Acts, David McKinnon
- 2001: Child Star: The Shirley Temple Story
- 2001: My Husband My Killer
- 2001: The Farm
- 2003: Temptation
- 2003–2007: BlackJack (Fernsehserie)
- 2004: The Mystery of Natalie Wood
- 2018: Mystery Road – Verschwunden im Outback (Fernsehserie, 6 Episoden)